# Gnadochaeta clistoides
Gnadochaeta clistoides är en tvåvingeart som först beskrevs av Townsend 1891.  Gnadochaeta clistoides ingår i släktet Gnadochaeta och familjen parasitflugor. Inga underarter finns listade i Catalogue of Life.